# Мистическая пицца
«Мистическая пицца» (англ. Mystic Pizza) — американский романтический комедийный фильм режиссёра Дональда Петри с Аннабет Гиш, Джулией Робертс и Лили Тейлор в главных ролях.

## Сюжет
В маленьком курортном городке Мистика закончился летний сезон. Почти все отдыхающие разъехались, а три юные официантки уютного кафе «Мистическая пицца» продолжают мечтать о романтической любви. Джоджо собирается замуж за друга детства, но падает в обморок прямо у алтаря. Целеустремлённая Кэт твердо знает, что хочет поступить в университет на факультет астрономии. Она влюблена в Тима — стройного, красивого, и женатого. Дейзи может вскружить голову любому мужчине. Она знакомится с богатым студентом-юристом Чарли. Он первый человек из «высшего общества», которому нравится не только лицо и фигура Дейзи. В маленьком городке, заполненном богатыми курортниками летом и португальскими рыбаками зимой, дружат и мечтают о романтической любви три молодые женщины.

## В ролях
| Актёр             | Роль                          |
| ----------------- | ----------------------------- |
| Аннабет Гиш       | Кэт                           |
| Джулия Робертс    | Дэйзи Аруджо                  |
| Лили Тейлор       | Джой Барбоза                  |
| Винсент Д’Онофрио | Барбоза                       |
| Уильям Р. Мозес   | Тим Трэверс                   |
| Адам Сторке       | Чарльз Гордон Виндзор-младший |